# کامنو
کامنو شهری در استان بورگاس کشور بلغارستان است که جمعیت آن در سال ۲۰۰۱ میلادی ۵٬۰۹۴ نفر بوده‌است.